# Microsema flexilinea
Microsema flexilinea là một loài bướm đêm trong họ Geometridae.